# Koty (musical)
Koty (ang. Cats) – musical skomponowany przez Andrew Lloyda Webbera na początku lat osiemdziesiątych XX wieku. Autorem libretta jest Trevor Nunn wykorzystujący wiersze autorstwa T.S. Eliota, pochodzące przede wszystkim z tomu poezji Old Possum’s Book of Practical Cats (Koty).
Dzieło jest jednym z największych sukcesów komercyjnych w historii musicalu, pobiło w swoim czasie rekordy długości nieprzerwanego wystawiania zarówno na West Endzie, jak i na Broadwayu. Z musicalu wywodzi się jeden z najbardziej znanych standardów muzycznych – Memory.

## Historia spektaklu

### Przed premierą

#### Koncepcja

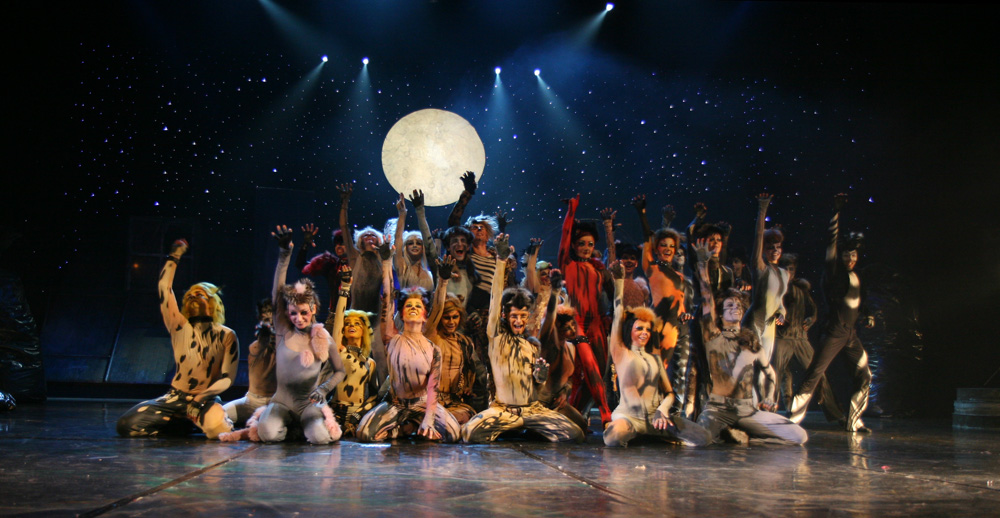
„Koty” w Teatrze Muzycznym Roma w Warszawie, scena zbiorowa

Andrew Lloyd Webber wielokrotnie deklarował, że Koty były ulubioną książką jego dzieciństwa a pierwszy zamysł przeniesienia ich na scenę zakiełkował w jego głowie w 1972 roku. Kompozytor pierwsze kroki poczynił jednak dopiero w roku 1977 komponując kilka utworów i odtwarzając je na fortepianie swoim przyjaciołom. Webber zajął się jednak innym przedsięwzięciem (które notabene nie odniosło sukcesu) i dopiero na początku roku 1980 powrócił do koncepcji myśląc o stworzeniu recitalu telewizyjnego w oparciu o „Koty” Eliota. Z takim zamierzeniem powstała wstępna wersja przedstawienia, zatytułowana Practical Cats i zaprezentowana w trzyosobowej obsadzie przez Webbera na koncercie odbywającym się w jego prywatnej posiadłości w Sydmonton 12 lipca 1980 roku. Na pokazie obecna była wdowa po T.S. Eliocie – Valerie. Odniosła się z entuzjazmem do projektu i udostępniła Webberowi 3 nieopublikowane wcześniej wiersze zmarłego męża, wśród nich Grizabella: the Glamour Cat.
Na tym etapie Webber spotkał się z Trevorem Nunnem, dyrektorem artystycznym Royal Shakespeare Company. Powoli zaczęła krystalizować się koncepcja przekształcenia recitalu w musical.

#### Libretto
Libretto opiera się prawie w całości na tomie poezji T.S. Eliota Old Possum’s Book of Practical Cats wydanym w roku 1939, będącym ciągiem wierszy powiązanych wspólną tematyką. Treść libretta jest oparta ściśle na wersach poematów, w kilku przypadkach poczyniono skróty. Po pojawieniu się nowych, nieznanych dzieł Eliota, Trevor Nunn wykorzystał je do nadania narracji dramatyzmu. Dziełem Nunna są:
- prolog Jellicle Song for Jellicle Cats bazujący na niepublikowanym wcześniej utworze Eliota Pollicle Dogs and Jellicle Cats,
- najbardziej znany utwór musicalu, Memory, który stanowi punkt kulminacyjny widowiska. Został on zainspirowany wierszem Eliota Rhapsody on a Windy Night[3] pochodzącym z 1915 roku,
- utwór Moments of Happiness inspirowany innym poematem Eliota pochodzącym z tomu Four Quartets (wydanym w 1945 roku).

#### Inscenizacja
Do wystawienia dzieła wykorzystano New London Theatre (obecnie Gillian Lynne Theatre), budynek który służył przez kilka poprzednich lat za studio telewizyjne. Jego okrągła scena pośrodku widowni implikowała zarówno scenografię, jak i choreografię. Scenografię widowiska stworzył John Napier umieszczając akcję na zaniedbanym podwórzu pełnym rupieci. Był on również projektantem kostiumów. Przedmioty są w skali nadnaturalnej podkreślając kocie proporcje postaci odtwarzanych przez aktorów. Scena jest statyczna, dynamizm daje przede wszystkim operowanie światłem.
Znacznie większe wyzwanie stanęło przed autorką choreografii, Gillian Lynne. Rozpoczynając pracę na jesieni 1980 nie dysponowała jeszcze całością libretta, które nadal dynamicznie powstawało. Tymczasem choreografii do stworzenia było wyjątkowo dużo, libretto Kotów popychają do przodu dynamiczne układy taneczne, nierzadko trwające nieprzerwanie kilkanaście minut (Jellicle Ball). Brak klasycznych kulis powodował, że aktorzy pozostawali praktycznie bez przerwy na scenie, w przerwach ukrywając się jedynie w elementach scenografii.

### Prapremiera Londyn
Ostateczny wygląd dzieła skrystalizował się na początku 1981 roku, na wiosnę trwały intensywne próby. W obsadzie znalazła się m.in. aktorka szekspirowska Judi Dench mająca odtwarzać kluczową dla dzieła postać Grizabelli oraz Sarah Brightman, późniejsza żona Webbera. Na 10 dni przed premierą Dench podczas próby stepowania (miała odtwarzać również drugą rolę w spektaklu – Jennyanydots) zerwała ścięgno Achillesa. Autorzy poprosili o pilne zastępstwo gwiazdę poprzedniego musicalu Webbera (Evity) – Elaine Paige, ta bez wahania się zgodziła.
Premiera miała miejsce dnia 11 maja 1981 roku, po kilku dniach stało się oczywiste, że spektakl odniósł sukces. Musical był odtwarzany nieprzerwanie przez 21 lat. Jego ostatnie londyńskie, 8949 przedstawienie odbyło się dokładnie w 21 rocznicę premiery (11 maja 2002 roku) – w chwili zamknięcia będąc najdłużej w historii granym musicalem na West Endzie (rekord ten dopiero 4 lata później pobił Les Misérables).

### Broadway
Po kilku miesiącach sukcesu londyńskiego wystawienia, oczywistym była konieczność jak najszybszego przeniesienia inscenizacji Cats na Broadway. Premiera odbyła się niespełna półtora roku po londyńskiej, pierwsze przedstawienie miało miejsce 7 października 1982 roku na deskach Winter Garden Theatre. W obsadzie znaleźli się m.in.:
- Betty Buckley jako Grizabella
- Ken Page jako Old Deuteronomy
- Whitney Kershaw jako Sillabub (Jemima)

Ostatnie przedstawienie miało miejsce 10 września 2000 roku będąc 7485 wystawieniem. W ciągu 18 lat przyniosło 400 milionów dolarów przychodu.
Zachęceni sukcesem powrotu na West Endzie, producenci zaczęli rozważać powrót Kotów na Broadway na początku 2015 roku. Powrót na Broadwayu miał miejsce 31 lipca 2016 roku w Neil Simon Theatre. Wystąpiła w niej nowa choreografia Andy'ego Blankenbuehlera, a Nunn i Napier z oryginalnego zespołu twórców powrócili odpowiednio jako reżyser i scenograf.  Scherzinger, która zagrała Grizabellę w wznowieniu na West Endzie w 2014 roku, początkowo zgodziła się powtórzyć tę rolę na Broadwayu, ale później wycofała się. W rolę Grizabelli wcieliła się Leona Lewis, a trzy miesiące później, w październiku 2016 roku, zastąpiła ją Mamie Parris. Wznowienie na Broadwayu zakończyło się 30 grudnia 2017 roku po 16 pokazach przedpremierowych i 593 przedstawieniach.

### Polska
W Polsce musical miał premierę 10 stycznia 2004 roku i był wystawiany do 2007 roku przez Teatr Muzyczny „Roma”. Reżyserem był Wojciech Kępczyński, autorem libretta Daniel Wyszogrodzki w choreografii Jacka Badurka i Iwony Runowskiej i pod kierownictwem muzycznym Macieja Pawłowskiego. Ta wersja musicalu była wersją non-replica, co umożliwiło wprowadzenie kilku zmian różniących ją od oryginału. Producent Cameron Mackintosh zezwolił na spolszczenie tytułu oraz imion kotów. Zmienione zostały również kostiumy i scenografia.

Ponowną premierę musical miał 22 kwietnia 2022 w Teatrze Rozrywki w Chorzowie w reżyserii Jakuba Szydłowskiego w tłumaczeniu Daniela Wyszogrodzkiego. Za choreografię odpowiadali Jarosław Staniek i Katarzyna Zielonka. 

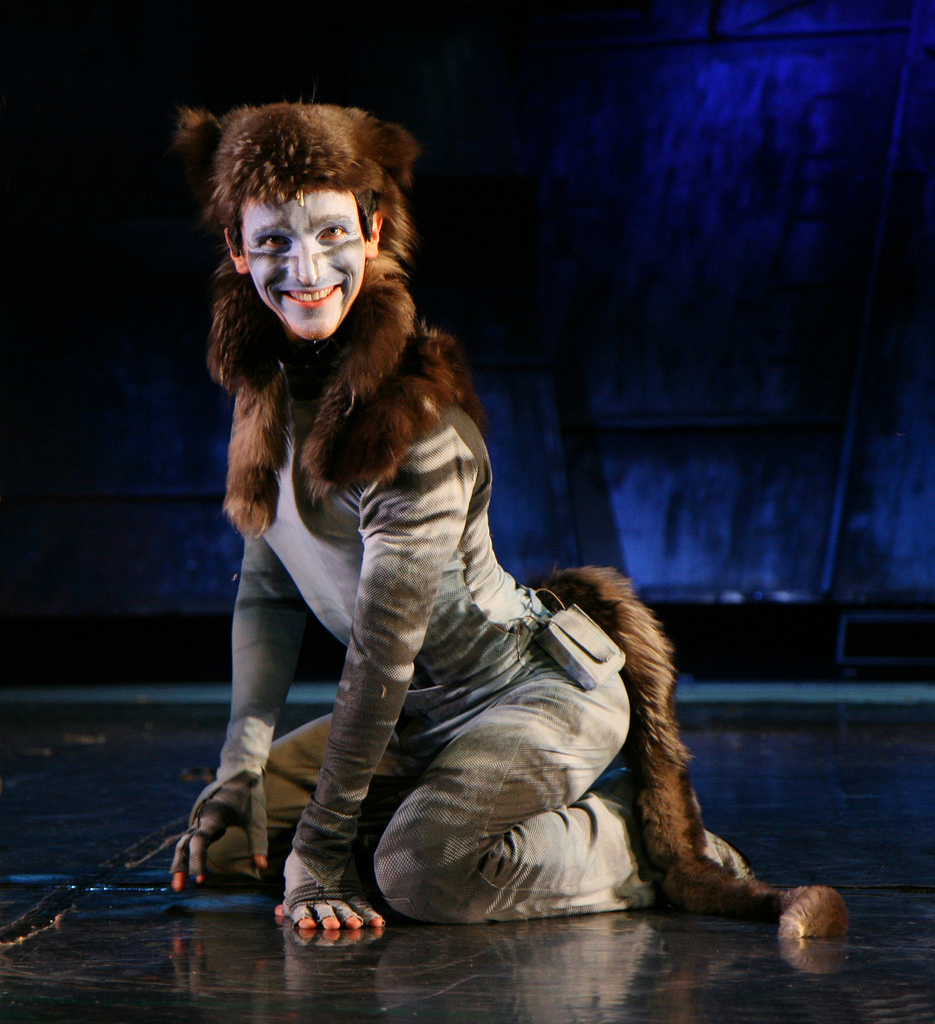
Marcin Wortmann jako Dyzio (Quaxo)
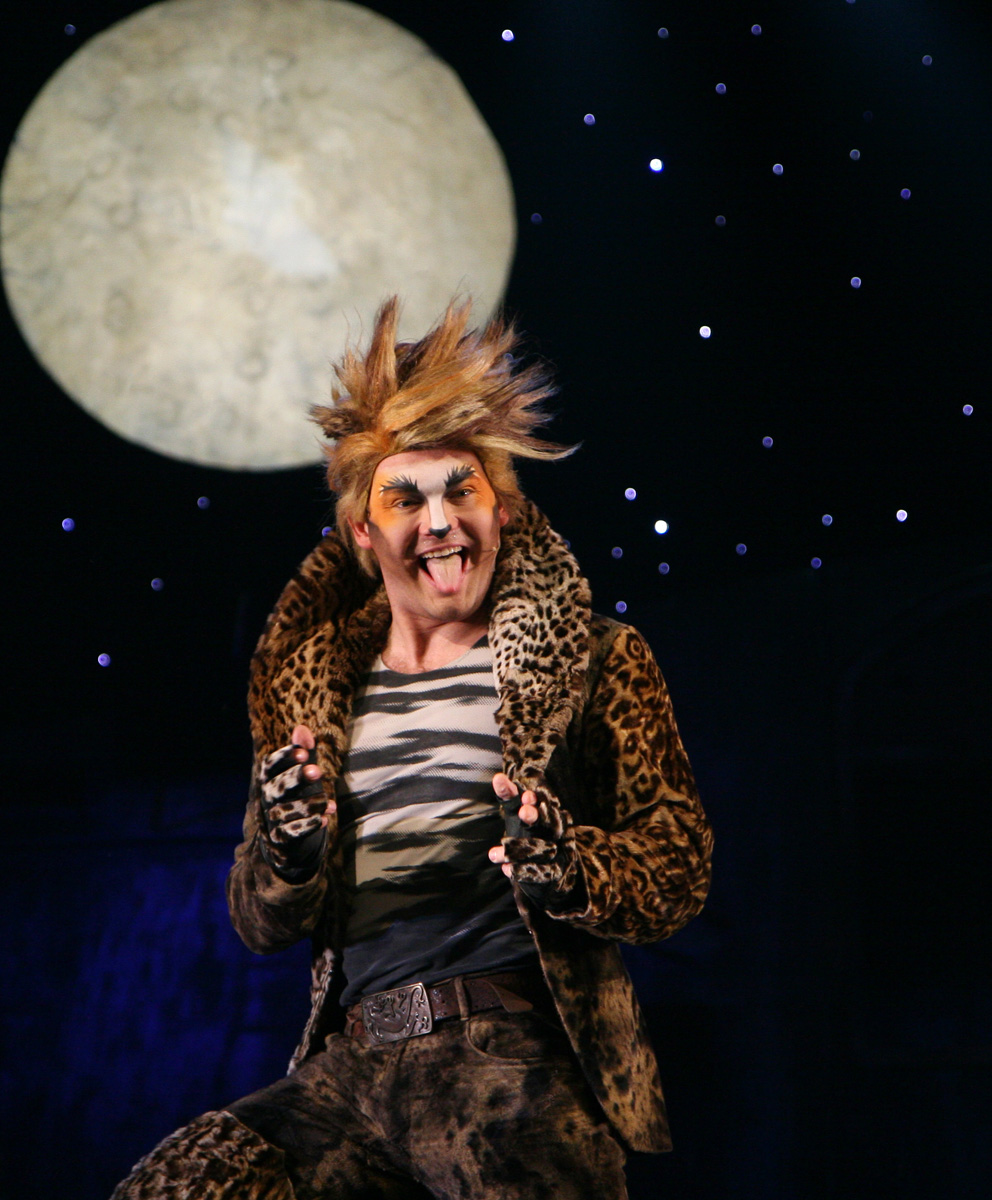
Paweł Podgórski jako Ram Tam Tamek (Rum Tum Tugger)
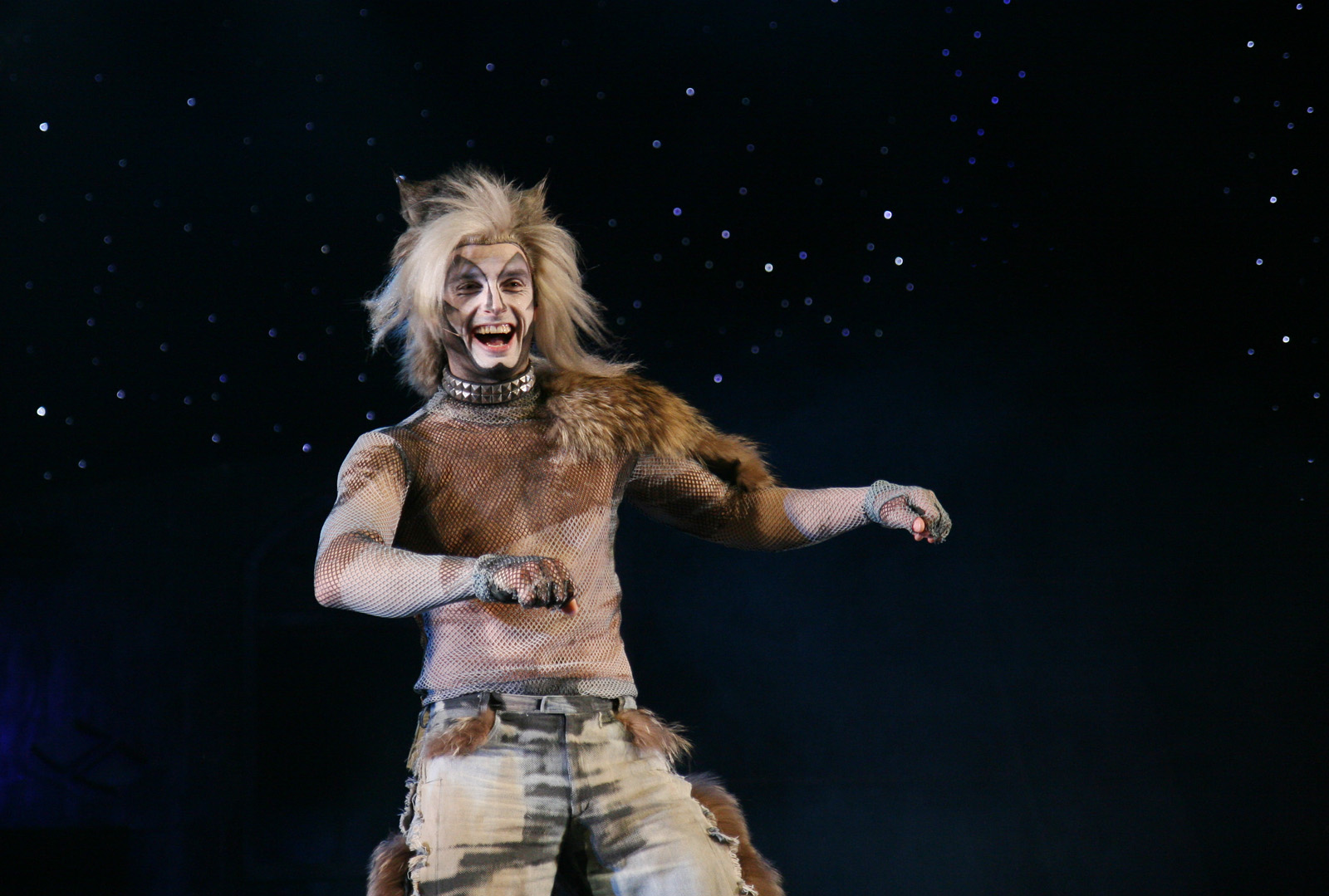
Jarosław Derybowski jako Myszołap (Munkustrap)
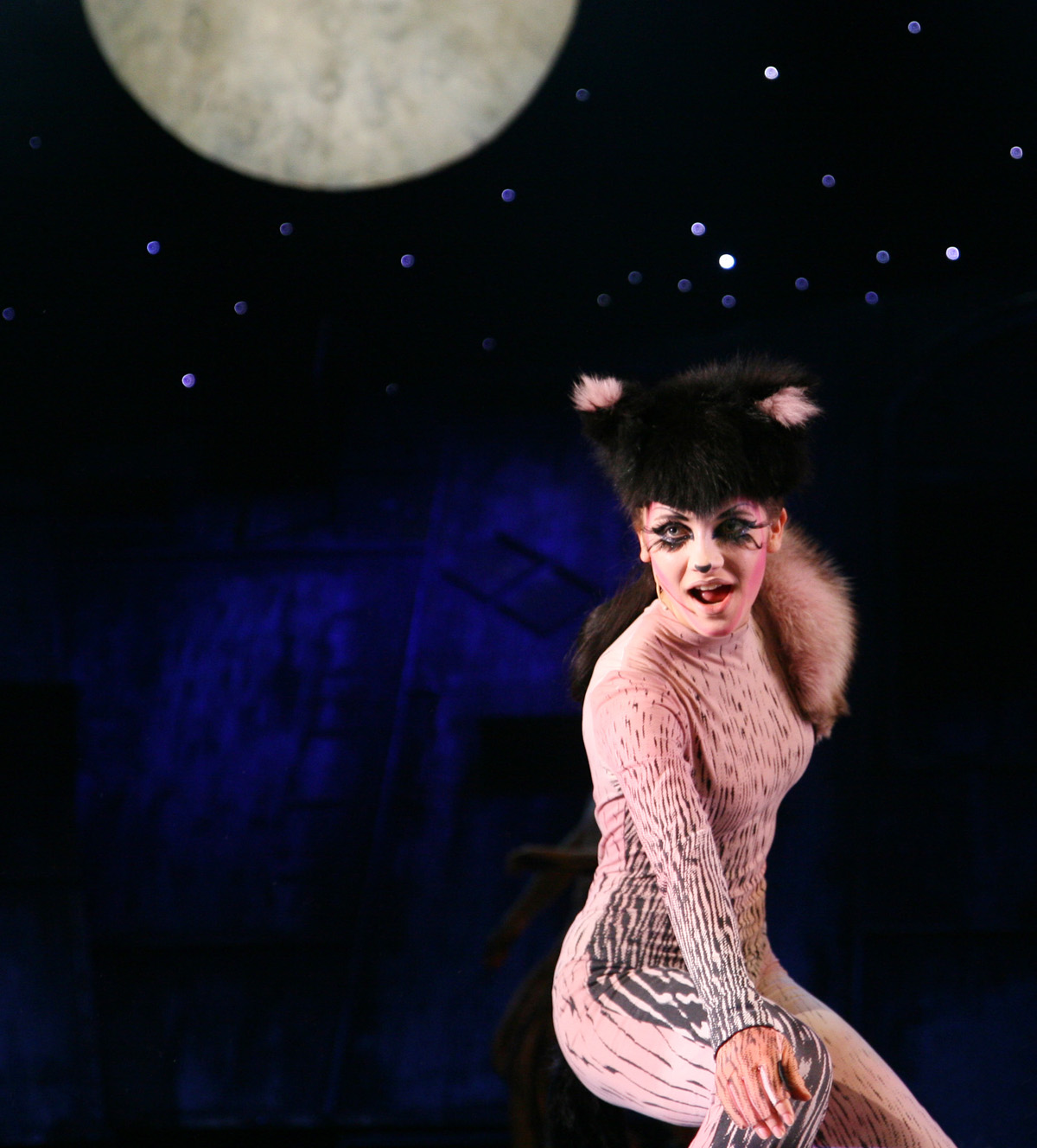
Kaja Mianowana jako Promyczek (Jemima)
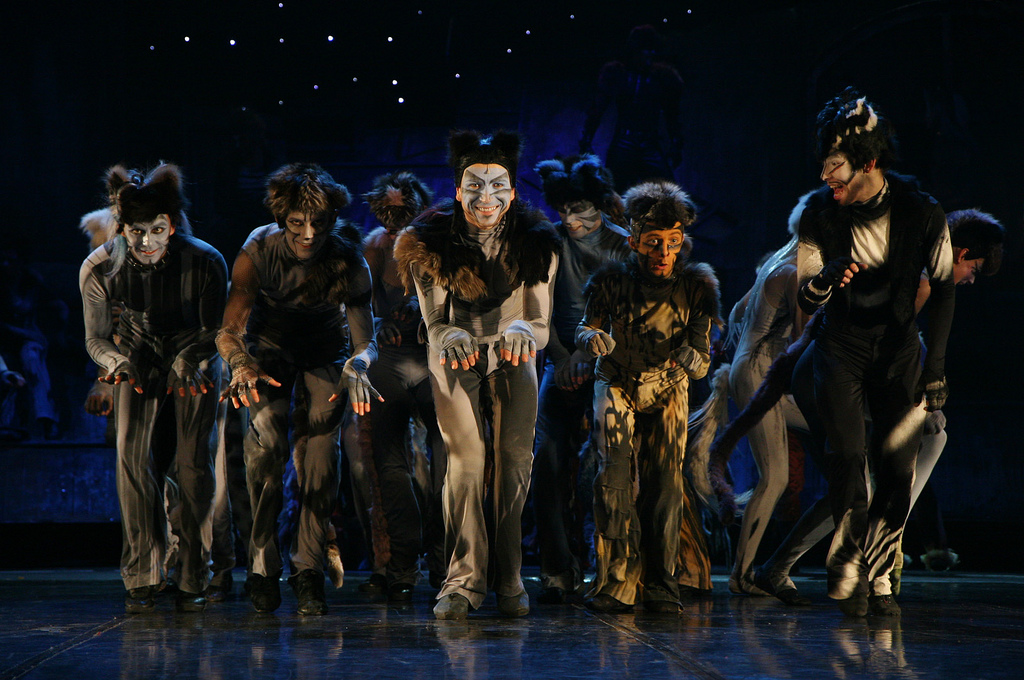
Scena zbiorowa

### Inne inscenizacje
Cats wystawiano w ponad 20 krajach w prawie trzystu miastach. Powstało ponad 10 wersji językowych. Pierwszą nieanglojęzyczną adaptacją była wersja wiedeńska przedstawienia mająca premierę 24 września 1983 roku w Theater an der Wien.
Łącznie globalnie Cats zarobiły 3 miliardy dolarów. Obejrzało je ponad 50 milionów widzów (z tego 8 milionów w samym Londynie).

## Streszczenie fabuły
Musical opisuje trwający całą noc bal Jellicle Cats

### Akt I
Spektakl rozpoczyna instrumentalna uwertura (Overture). W trakcie utworu Jellicle Song for Jellicle Cats koty pojawiają się po kolei na scenie, odkrywając filozofię kociego rodu. Później opisują trójstopniowy system nadawania imion każdemu kotu (Naming of Cats). Biała kotka Victoria w solowym popisie odbywa taniec godowy. Pojawia się Mr. Mistoffelees, objaśniając widzom cel spotkania, wkrótce ma przybyć Old Deutronomy – patriarcha rodu kociego, który jak co roku wybierze jednego kota, który uda się do Heavyside Layer (Kociego Nieba), aby przejść reinkarnację (The Invitation to the Jellicle Ball).
Munkustrap opowiada o kotce Jennyanydots trenującej karaluchy (Old Gumbie Cat). Piosenkę Munkustrapa przerywa pojawienie się kociego playboya Rum Tum Tuggera (The Rum Tum Tugger). Młode kotki wpadają w ekstazę podczas jego występu. Występ kończy pojawienie się Grizabelli – starej, steranej życiem kocicy, niegdyś gwiazdy, która opuściła stado, aby zrobić karierę (Grizabella: the Glamour Cat). Odrzucona Grizabella schodzi ze sceny, pojawia się Bustopher Jones (Bustopher Jones: The Cat About Town) – karykatura angielskiego szlachcica (zachowujący formy, spasiony, bywalec klubów). Nagły hałas i zapadająca ciemność zwiastują przybycie kota Macavitego (kryminalisty, który budzi strach w innych kotach). Zamiast Macavitiego pojawiają się jednak Mungojerrie i Rumpleteazer (Mungojerrie and Rumpelteazer) – dwa psotne koty czyniące szkody w mieszkaniach. Gdy duet urwisów kończy swój występ Mistoffelees wyczuwa nadejście patriarchy, pojawia się Old Deutoronomy. Jellicles z szacunkiem opiewają swego przywódcę (Old Deutronomy), a następnie, chcąc go zabawić, opowiadają o burdzie ulicznej między psami (The Awful Battle of the Pekes and the Pollicles), którą zakończył swym pojawieniem przerażający koci bohater Rumpus Cat.
Ponownie słychać zwiastun nadejścia Macavitego, który znów się jednak nie pojawia. Zaczyna się bal (The Song of the Jellicles, Jellicle Ball) – gromada kotów popada w ekstazę w układzie tanecznym z pogranicza tańca współczesnego i baletu. Po balu ponownie wyłania się Grizabella, która próbuje w samotności zatańczyć swój taniec, lecz wiek i zniedołężnienie jej to uniemożliwia. Wylewa swój żal gorzkim lamentem (Memory), po chwili inne koty ją przeganiają.

### Akt II
Po zakończonym balu Old Deuteronomy przypomina kotom o istocie szczęścia (The Moments of Happiness/Memory). W końcowej partii młoda i piękna Jemima nawiązuje do pieśni Grizzabelli. Jellylorum wprowadza na scenę starego Gusa, który już w czasach wiktoriańskich występował w teatrze (Gus: The Theatre Cat). Gus gubi się we wspomnieniach, traci wątek i schodzi ze sceny, w rogu której czeka już Skimbleshanks, który jest kotem kolejowym (Skimbleshanks the Railway Cat) dbającym o bezpieczeństwo pasażerów podróżujących w nocnych pociągach.
Po raz kolejny przygasają światła i słychać groteskowy śmiech. Tym razem pojawia się Macavity we własnej osobie. Używając swych magicznych mocy, hipnotyzuje wszystkie koty i porywa Old Deuteronomy’ego. Bombalurina i Demeter przytaczają dossier jego zbrodni (Macavity the Mystery Cat). Za chwilę Old Deuteronomy powraca. Młode kotki są wniebowzięte i tulą się do patriarchy. Starsze, szczególnie Demeter i Bombalurina, są bardziej podejrzliwe. I słusznie – pod przebraniem patriarchy ukrywa się Macavity. Po zdemaskowaniu wroga Munkustrap i Alonzo staczają z nim walkę (Macavity Fight). Wraz z pomocą innych kotów udaje im się przegnać porywacza. Macavity, uciekając poraża Jellicles prądem – gasną światła. Rum Tum Tugger proponuje, aby wwezwać Mr. Mistoffeleesa (Magical Mr. Mistoffelees). W popisowym numerze tanecznym Mistoffelees wraz ze swoją pomocniczką Cassandrą wyczarowują spod czerwonej płachty Old Deuteronomy’ego.
Nadchodzi ranek, Jemima opiewa jego piękno (Memory/Daylight), nawiązując do pieśni Grizabelli. Munkustrap oznajmia (Jellicle Choice), że nadeszła pora wyboru kota, który dostąpi wniebowstąpienia. Z ukrycia wyłania się ponownie Grizabella, wraz z wtórującą Jemimą śpiewa najbardziej rozbudowaną wersję Memory/Reprise. Poruszone jej skruchą i rozpaczą stado w końcu przebacza dezercję. Old Deuteronomy orzeka, że to Grizabella otrzyma szansę reinkarnacji i uda się do Heavyside Layer. Opuszcza się pomost prowadzący do Kociego Nieba, na który patriarcha wprowadza Grizabellę, w tle Jellicles śpiewają hymn (The Journey To The Heaviside Layer).
W finałowej kodzie Old Deuteronomy zwraca się bezpośrednio do ludzi – widzów w teatrze (Finale: The Ad-dressing of Cats), przy akompaniamencie wszystkich kotów uczy widzów, jak traktować koty, aby zyskać sobie ich zaufanie i stać się ich przyjacielem.

## Lista utworów
Act I
- Overture – instrumentalny
- Prologue: Jellicle Songs For Jellicle Cats – zespół
- The Naming Of Cats – zespół
- The Invitation To The Jellicle Ball – Victoria, Quaxo, Munkustrap
- The Old Gumbie Cat – Jennyanydots, Munkustrap, Bombalurina, Jellylorum, Demeter
- The Rum Tum Tugger – Rum Tum Tugger, zespół
- Grizabella: The Glamour Cat – Grizabella, Demeter, Bombalurina
- Bustopher Jones: The Cat About Town – Bustopher, Jennyanydots, Jellylorum, Bombalurina
- Mungojerrie And Rumpleteazer – Mungojerrie, Rumpleteazer
- Old Deuteronomy – Munkustrap, Rum Tum Tugger, Old Deuteronomy
- The Awefull Battle of The Pekes and the Pollicles – Munkustrap, zespół
- The Song of the Jellicles – zespół
- The Jellicle Ball – instrumentalny
- Grizabella, The Glamour Cat (Reprise) – Grizabella
- Memory – Grizabella

Act II
- The Moments Of Happiness/Memory – Old Deuteronomy, Jemima
- Gus: The Theatre Cat – Asparagus, Jellylorum
- Growltiger’s Last Stand 1 – Growltiger, Griddelbone, zespół
- Gus: The Theater Cat (Reprise) – Asparagus
- Skimbleshanks: The Railway Cat – Skimbleshanks, zespół
- Macavity: The Mystery Cat – Demeter, Bombalurina
- Macavity Fight – Macavity, Munkustrap, Alonzo
- Mr. Mistoffelees – Quaxo (Mr. Mistoffelees), Rum Tum Tugger
- Memory/Daylight – Jemima
- Jellicle Choice – Munkustrap
- Memory (Reprise) – Grizabella, Jemima
- The Journey To The Heaviside Layer – zespół
- Finale: The Ad-Dressing Of Cats – Old Deuteronomy, zespół

1Utwór często wycofywany ze spektaklu, m.in. nieobecny w ekranizacji z 1998.

## Postaci
| Imię kota        | Odtwórca West End | Odtwórca West End 2014/15                             | Odtwórca film 1998     | Odtwórca film 2019  | Imię kota (Roma) | Odtwórca (Roma)                                                                   |
| ---------------- | ----------------- | ----------------------------------------------------- | ---------------------- | ------------------- | ---------------- | --------------------------------------------------------------------------------- |
| Alonzo           | Roland Alexander  | Adam Lake                                             | Jason Gardiner         | Bluey Robinson      | Alonzo           | - Andrzej Pieńko - Robert Adamczewski                                             |
| Griddlebone      | Susan Jane Tanner | Clare Rickard                                         | Susan Jane Tanner      | Melissa Madden-Gray | Andżelika        | - Izabela Bujniewicz - Marta Smuk - Jolanta Mieżaniec-Hennig                      |
| Bombalurina      | Geraldine Gardner | Charlene Ford                                         | Rosemarie Ford         | Taylor Swift        | Bombalurina      | - Patrycja Wódz - Elżbieta Portka - Anna Sztejner - Barbara Melzer                |
| Bustopher Jones  | Brian Blessed     | Paul F. Monaghan                                      | James Barron           | James Corden        | Bywalec          | - Wojciech Paszkowski - Tomasz Steciuk                                            |
| Demeter          | Sharon Lee-Hill   | Zizi Strallen                                         | Aeva May               | Daniela Norman      | Demeter          | - Ewa Lachowicz                                                                   |
| Quaxo            | Wayne Sleep       | Joseph Poulton                                        | Jacob Brent            |                     | Dyzio            | - Marcin Wortmann                                                                 |
| Electra          | Anita Pashley     |                                                       | Leah Sue Morland       | Ida Saki            | Elektra          | - Jolanta Mieżaniec-Hennig                                                        |
| Jellylorum       | Susan Jane Tanner | Clare Rickard                                         | Susan Jane Tanner      | Freya Rowley        | Galaretka        | - Anna Sztejner - Marta Smuk - Izabela Bujniewicz                                 |
| Grizabella       | Elaine Paige      | - Nicole Scherzinger - Kerry Ellis - Sophia Ragavelas | Elaine Paige           | Jennifer Hudson     | Grizabella       | - Izabela Zając - Joanna Węgrzynowska - Daria Druzgała                            |
| Gus (Asparagus)  | Stephen Tate      | Paul F. Monaghan                                      | John Mills             | Ian McKellen        | Gus (Asparagus)  | - Wojciech Paszkowski - Tomasz Steciuk                                            |
| Etcetera         | Julie Edmett      |                                                       | Jo Bingham             |                     | I Tak Daley      | - Beata Duda - Agnieszka Mrozińska                                                |
| Carbucketty      | David Baxter      | Joel Morris                                           |                        |                     | Kara Kotek       | - Grzegorz Pierczyński                                                            |
| Growltiger       | Stephen Tate      | Paul F. Monaghan                                      |                        | Ray Winstone        | Karmazyn         | - Wojciech Paszkowski - Tomasz Steciuk                                            |
| Cassandra        | Seeta Indrani     | Cassie Clare                                          | Rebecca Parker         | Mette Towley        | Kasandra         | - Katarzyna Gaweł - Anna Andrzejewska - Wioletta Fiuk                             |
| Tumblebrutus     | Roland Alexander  |                                                       | Fergus Logan           |                     | Klaps            | - Michał Piróg - Karol Tymiński - Beata Duda                                      |
| Macavity         | John Thornton     | Cameron Ball                                          | Bryn Walters           | Idris Elba          | Makiawel         | - Grzegorz Suski - Piotr Nawrocki - Dariusz Wiórkiewicz - Jarosław Derybowski     |
| Mungojerrie      | John Thornton     | Benjamin Yates                                        | Drew Varley            | Danny Collins       | Mangojerry       | - Paweł Strymiński - Bartosz Figurski                                             |
| Mr. Mistoffelees | Wayne Sleep       | Joseph Poulton                                        | Jacob Brent            | Laurie Davidson     | Mefistofeliks    | - Krzysztof Swaczyna - Jakub Jóźwiak - Paweł Irmiński - Patryk Gładyś             |
| Munkustrap       | Jeff Shankley     | Callum Train                                          | Michael Gruber         | Robbie Fairchild    | Myszołap         | - Damian Aleksander - Michał Norkowski - Tomasz Więcek - Jarosław Derybowski      |
| Old Deuteronomy  | Brian Blessed     | Nicolas Pound                                         | Ken Page               | Judi Dench          | Nestor           | - Zbigniew Macias - Andrzej Kostrzewski - Robert Dymowski                         |
| Jennyanydots     | Myra Sands        | Laurie Scarth                                         | Susie McKenna          | Rebel Wilson        | Plameczka Pac    | - Izabela Bujniewicz - Marta Smuk - Jolanta Mieżaniec-Hennig                      |
| Jemima           | Sarah Brightman   | Natasha Mould                                         | Veerle Casteleyn       |                     | Promyczek        | - Ewa Wlazłowska - Monika Rowińska - Kaja Mianowana                               |
| Rumpleteazer     | Bonnie Langford   | Dawn Williams                                         | Jo Gibb                | Naoimh Morgan       | Pumpernikiel     | - Magdalena Krylik - Monika Rowińska - Agnieszka Mrozińska                        |
| Rum Tum Tugger   | Paul Nicholas     | Antoine Murray-Straughan                              | John Partridge         | Jason Derulo        | Ram Tam Tamek    | - Jakub Szydłowski - Paweł Podgórski                                              |
| Rumpus Cat       | Roland Alexander  |                                                       | Frank Thompson         |                     | Raptus Zuch      | - Michał Piróg - Karol Tymiński - Beata Duda                                      |
| Skimbleshanks    | Ken Wells         | Ross Finnie                                           | Geoffrey Garratt       | Steven McRae        | Semaforro        | - Wojciech Dmochowski - Wojciech Socha                                            |
| Tantomile        | Femi Taylor       | Kathryn Barnes                                        | Kaye Brown             | Zizi Strallen       | Tamtamila        | - Beata Staniek - Zyta Bujacz - Wioletta Fiuk                                     |
| Coricopat        | Donald Waugh      | Benjamin Mundy                                        | Tommi Sliiden          | Jaih Betote         | Tymoteusz        | - Marcin Olszewski - Zyta Bujacz - Dariusz Wiórkiewicz                            |
| Victoria         | Finola Hughes     | Hannah Kenna Thomas                                   | Phyllida Crowley Smith | Francesca Hayward   | Wiktoria         | - Ida Nowakowska - Natalia Wojciechowska - Anna Sąsiadek - Dorota Krupska-Narloch |

## Nagrania
Najbardziej znane rejestracje muzyczne to:
- dwupłytowy album CD z oryginalną obsadą z West Endu[19]
- dwupłytowy album CD z oryginalną obsadą z Broadwayu[20]

W roku 2004 została wydana pojedyncza płyta CD zawierająca 14 utworów z warszawskiego spektaklu. Album w 2006 uzyskał status złotej płyty w Polsce.

## Adaptacje filmowe

### 1998
W roku 1998 Andrew Lloyd Webber zdecydował się sfinansować adaptację filmową dzieła. Reżyserem filmu telewizyjnego został David Mallet, spektakl pomogli przenieść na ekran pierwotni twórcy: Gillian Lynne jako reżyser muzyczny i choreograf i John Napier jako scenograf. Dzieło zostało zarejestrowane na scenie specjalnie do tego celu zaadaptowanego Adelphi Theatre, lecz bez udziału publiczności. Użyto rozbudowanej orkiestry w składzie symfonicznym.
Obsadę utworzyli młodzi artyści z różnych międzynarodowych wystawień musicalu. Dołączyło do nich kilku weteranów. Elaine Paige oraz Susan Jane Tanner powtórzyły swe premierowe kreacje (Grizabelli i Griddlebone). Ken Page powtórzył swoją broadwayowską kreację jako Old Deuteronomy.
Film był wielokrotnie emitowany w telewizji oraz został wydany na DVD i Blu-Ray.

### 2019
W grudniu 2019 na ekrany weszła adaptacja filmowa wyreżyserowana przez Toma Hoopera. Postaci w filmie zostały upodobnione do kotów (futra, ogony) dzięki CGI. Główne role zagrali:
- Judi Dench jako Old Deuteronomy
- Jennifer Hudson jako Grizabella
- Ian McKellen jako Gus
- Idris Elba jako Macavity
- Taylor Swift jako Bombalurina
- James Corden jako Bustopher Jones

## Nagrody
Londyńska inscenizacja zdobyła w 1981 roku dwie nagrody Laurence Oliviera w kategoriach:
- najlepszy musical – Andrew Lloyd Webber
- najwybitniejsze osiągnięcie w kategorii musicalu – Gillian Lynne

W roku 1983 nowojorska produkcja zdobyła 7 Nagród Tony w następujących kategoriach:
- najlepsza aktorka – Betty Buckley
- najlepszy scenariusz – T.S. Eliot
- najlepsze kostiumy – John Napier
- najlepsza reżyseria musicalu – Trevor Nunn
- najlepsze oświetlenie – David Hersey
- najlepszy musical – Cats
- najlepsza muzyka – Andrew Lloyd Webber